# 長野大学
長野大学（ながのだいがく、英語: Nagano University）は、長野県上田市下之郷658番地1号に本部を置く日本の公立大学。1966年創立、1966年大学設置。
略称は長大（ながだい）。都道府県名が校名となっている公立大学は、本学と宮城大学の2校のみである。

## 概観

### 大学全体
当時の所在地であった旧・塩田町が全額出資して設立した「学校法人本州大学」により、1966年（昭和41年）4月、本州大学（ほんしゅうだいがく）として開学、翌年に本州女子短期大学（現・上田短期大学）を併設した。日本の公設民営大学の先駆的大学である。
設立当初は認知度が低く志願者が低迷し、当時他に類例のない設立経緯や、小規模な地方自治体が提供した資産と地元住民らの寄付が元手という脆弱な経営基盤から財政状態が振るわず、1972年、本州大学は募集停止に追い込まれ、本州女子短期大学も別の学校法人に移管せざるを得なかった。その後、法人名を「長野学園」、大学名を「長野大学」と改め、学部学科組織も再編して再出発したところ、志願者の漸増により経営は安定。現在は内部留保50億円超を有し、無借金経営を実現するに至っており、収支は黒字である。学費は私立文系大学の全国平均額より40万円ほど廉価である。2007年4月に産業社会学部を改編して「環境ツーリズム学部」・「企業情報学部」を新設するなど、「地域に根差した大学教育」を掲げ地域社会に貢献する大学を目指している。2017年（平成29年）4月1日に公立大学となった。学生数は1990年代前半の大学受験生が多かった時期を過ぎてから、少子化の影響により急速に減少。2013年（平成25年）度まで8年連続で定員割れとなった。本学が公立化の方針を示した2014年（平成26年）以降志願者が増加し、定員割れは解消。公立大学移行決定を受け2017年（平成29年）度入試の志願者が急増した（後述）。
公立化した後、大学の幹部の多くは上田市から指名された者(上田市役所の在籍出向職員や市役所を定年退職した職員も含む)となったが、法令違反により行政指導を受けたり、会計上の不正が行われたり、公立大学法人長野大学を相手取った複数の訴訟が起こされるなど、大学運営に関する不祥事が相次いでいる（#公立化後に発生している不正等の問題節も参照）。

### 建学の理念
建学の理念は次のとおりである。
1. 清爽な自然環境を充分に活かした理想的教育研究の場の建設をめざす。
2. .少人数教育により人間的接触を深め全人的形成をめざす。
3. .専門的技術的教育のみに偏せず広い社会的視野の涵養をめざす。
4. .地域社会との密接な結びつきにより学問理論の生活化をめざす。

### 歴史と環境
上田市郊外の塩田平に位置する県営工業団地上田リサーチパークの一角に所在している。塩田平は「信州の学海」と称される自然豊かな歴史文化遺産の宝庫であり、鎌倉時代には北条氏の庇護の下多くの学僧を育んだ。大正時代には大正自由教育運動の展開により、「働く民衆の自由な意志による大学創造」を掲げる「自由大学運動」が長野県を中心に広がり、先駆的機関であった上田自由大学が地域住民により別所温泉に設置された。「上田自由大学」は昭和時代初期に自然消滅し自由大学運動も途絶えるが、地域住民の教育熱は戦後まで維持され、農業主体で小規模な旧塩田町が4年制大学設立を政策に掲げ、「本州大学」を開学するに至った。長野大学が地域密着型の教育を掲げる背景には「上田自由大学」を生んだ地域の特性と伝統が意識されている。現在はコンピュータ最先端技術の集積機関である上田リサーチパークや上田市マルチメディア情報センターと隣接する立地を生かした教育と研究が進められている。

## 沿革

### 年表
- 1965年（昭和40年） - 塩田町により学校法人本州大学設立。文部省より本州大学設立認可。
- 1966年（昭和41年） - 本州大学開学。経済学部経済学科設置。
- 1967年（昭和42年） - 本州女子短期大学開学。幼児教育科設置。
- 1972年（昭和47年） - 本州大学経済学部募集停止。
- 1973年（昭和48年） - 本州女子短期大学を経営分離し、学校法人上田女子短期大学（現・学校法人北野学園）に譲渡。
- 1974年（昭和49年） - 法人名を「長野学園」、大学名を「長野大学」に改称。学生募集再開。産業社会学部産業社会学科・社会福祉学科（定員各50名）を開設。
- 1976年（昭和51年） - 定員を産業社会学科・社会福祉学科とも100名に変更。
- 1983年（昭和58年） - 経済学部廃止認可。
- 1988年（昭和63年） - 産業社会学部産業情報学科（定員100名）を開設。
- 2001年（平成13年） - 社会福祉学科の定員を200名に変更。社会福祉学部社会福祉学科設置認可。
- 2002年（平成14年） - 社会福祉学部社会福祉学科開設、産業社会学部社会福祉学科募集停止。
- 2004年（平成16年） - 全教員を任期制とする。
- 2005年（平成17年）
  - 4月 - 長野県の4年制大学を対象にした単位互換制度導入。
  - 12月13日 - エクセラン高等学校と高大交流に関する協定締結。
- 2007年（平成19年）
  - 3月 - 長野県軽井沢高等学校と高大交流に関する協定締結。
  - 4月 - 産業社会学部を改組。
  - 産業社会学部産業社会学科を廃止し、環境ツーリズム学部環境ツーリズム学科を設置。
  - 産業社会学部産業情報学科を廃止し、企業情報学部企業情報学科を設置。
  - 12月20日 - 長野県坂城高等学校と高大交流に関する協定締結。
- 2014年（平成26年）
  - 3月 - 「長野大学の公立大学法人化に関する要望書」を上田市に提出。
  - 10月28日 長野県臼田高等学校（2015年4月より長野県佐久平総合技術高等学校）と高大交流に関する協定締結。
- 2016年（平成28年）
  - 6月3日 - 上田市が設置した検討委員会が公立大学法人化を肯定する報告書を市長に提出。
  - 6月 - 上田市議会6月定例会において長野大学公立化に必要な関連議案を可決。
  - 12月20日 - 国と長野県が公立大学法人への移行を正式に認可。
- 2017年（平成29年）
  - 4月1日 - 公立大学法人長野大学開学。
- 2019年（令和元年）
  - 4月 - 上田市小牧の国立研究開発法人水産研究・教育機構増養殖研究所上田庁舎（2019年3月閉庁）に公立大学法人長野大学「千曲川流域環境・水産研究所（仮称）」開設準備室を設置（同年、「淡水生物学研究所（仮称）」開設準備室に改称）。
  - 10月3日 - メルシャン株式会社と包括的連携に関する協定締結[3]。
- 2021年（令和3年）
  - 4月1日 - 大学院総合福祉学研究科社会福祉学専攻（博士前期課程5人、博士後期課程3人）、発達支援学専攻（修士課程5人）を開設。淡水生物学研究所を開設。
- 2022年（令和4年）
  - 12月9日 副学長ら大学上層部の不正を告発した教職員が、「不正の告発に対する報復として、逆に懲戒処分を受けた」として（懲戒権の濫用として)、公立大学法人長野大学を相手取って長野地方裁判所上田支部に提訴した(詳細)。
- 2024年（令和6年）- 
  - 4月19日 教員の任期制に関して訴訟問題に発展(詳細)。

## 公立化とその影響

### 公立化への動き
2004年施行の地方独立行政法人法に基づいて地方公共団体が設立者となる公立大学法人が制度化された。これを受け、従来の公立大学や公立短期大学に加え、設置経費の全額を地方公共団体が負担する公設民営大学のうち、高知工科大学・静岡文化芸術大学・鳥取環境大学・名桜大学・長岡造形大学の5大学が相次いで公立大学法人を設立し、私立から公立へと移行した。後発の公設民営方式の大学が公立に移行している現状を踏まえ、「最古」の公設民営大学である長野大学も、地域社会と連携し、地域振興に貢献できる人材育成等の教育活動を展開する上で公立移行が適切であるとの判断に至り、2014年3月6日、嶋田力夫理事長、野原光学長、事務局長ら6人が上田市役所を訪れ、本学を運営する学校法人長野学園を上田市が設置者となる公立大学法人とすることを求める要望書を提出した。法人理事でもある母袋創一市長は「さっそく検討に入りたい」と答え、「県や国と確認作業をしながら考えたい。行政だけでは決められないことなので、住民と相談しながら検討したい」と前向きな姿勢を示した。市は同年、白井汪芳・佐久大学信州短期大学部学長（信州大学名誉教授）を委員長とする長野大学公立化に関する検討委員会を設置した。2011年4月の野原光学長就任以来、公立化の検討に入り、2013年12月の理事会で公立大学法人化を目指すことを正式決定、要望書の提出に至った。公立大学法人になった場合、総務省から運営交付金が受けられるほか、設置主体の地方自治体に地方交付税交付金が配分されるが、その額は現在本学に交付されている年間約1億6千万円の私学助成金よりも高額になる見通しである。黒字経営を維持しているとはいえ、少子化と学生定員割れが続いており、このままでは今後の状況は厳しいと大学側は判断、この増額分で学費を引き下げ、学生・父母保証人の負担を軽減。18歳人口が減少する中でも学生数を確保することを見込んでいる。その後の記者会見で、嶋田理事長と野原学長は「上田自由大学運動の歴史を踏まえ、改めて地域の学問所として根を張っていこうと決意した」「（要望書内に移行時期の目標を明確には示さなかったが）開学50周年を迎える2016年度に実現できればありがたい」「市に財政負担をお願いすることはない」「（県が予定する県立大（長野県短期大学の四年制大学化）や、県内の私立大との関係について）互いに手を携え、県内高校卒業者の県内大学進学率を上げられるよう努力したい」「公立大学になれば、地域と一体となった高等教育を進め、活性化にも大きなメリットが生まれる」等と述べた。同年4月には在学生向けの説明会を開催した。これまで公立化した公設民営大学はいずれも開学後10年前後というまだ新しい大学であり、静岡文化芸術大学を除く各大学は開学後経営状態が安定せず、財務状況等の悪化が原因となって公立移行が検討され、経営基盤の安定と大学の存続を図ったものであった。本学のように50年に及ぶ歴史があり、自力で黒字経営を維持している大学が「今後の少子化の進行によりいずれは経営難に直面する可能性がある」という見通しのもとに公立移行を計画した例はないため、県や市による財政見通しに関する調査と分析が行われた。長野県内では私立高等学校が公立高等学校に移行した例（1985年4月、天竜光洋高等学校（設置者は学校法人清恵会）が組合立長野県松川高等学校（設置者は一部事務組合松川高等学校組合）に移行。1987年4月より県立）はあるが、私立大学が公立大学法人に移行した例はなく、長野大学が初となる。また2014年4月には本学同様公設民営方式（公私協力方式）によって設立された諏訪東京理科大学も公立大学法人化する方針を示し、2015年9月、茅野市に対して公立大学法人化を求める要望書を提出、県にも協力を求めるなど、長野県内において自治体を巻き込んだ形での大学改革の動きが活発化した。公立化については受験生・保護者の反応も早く、長野大学では公立化の方針を示した後の2014年度以降志願者が増え、定員割れの状態は解消した。長野県の「大学収容力」（その都道府県の18歳人口に占める県内大学への入学者の割合）は長年全国最低であり、2016年度には16.5％であった。県にとっては若年層の県外流出を防止するため、県内高校卒業者の県内大学進学率を上げ、地域の高等教育機関の維持と活性化を図ることが喫緊の課題となっている。
- 2015年6月3日－ 公立大学への移行の是非を協議した上田市の検討委員会は、公立化を「是とする」報告書を、市長に提出した。

検討委員会は、市長が「中立の立場で意見を聞きたい」として、研究者・市民代表ら13人で発足、14年11月から15年5月まで8回の会合を持った。委員長を務めた白井汪芳信州大名誉教授は「できれば来年度入試に間に合うようにしたい」と述べた。市長は5月に実施したパブリックコメントの結果なども踏まえて、最終判断することになった。
- 2015年8月21日－ 上田市が、2016年度の長野大学公立化に必要な関連議案の市議会9月定例会への提出を見送ることが判明した。市と市議会の懇談会では、議員間に公立化した大学の将来像が不明確で、来年度の公立化は拙速との意見も多く、市の財政負担への懸念も出された。これらから、市は、9月定例会への議案提出を見送った。市側は2017年度の公立化を目指す見通し。公立化には、公立大学法人の定款や同法人評価委員会の設置などを盛った議案を、市議会で可決することが必要になる。市は可決後の手続きに必要な期間を約6か月とみており、2016年度からの移行には、9月定例会での議案可決が必要としていた。これを受け、長野大学側は2017年4月の公立移行を目指す方針を示した。
- 2016年6月27日－ 上田市議会6月定例会において公立大学法人長野大学の設置にかかる定款等を含む関連議案が全会一致で可決。長野大学は長野県に対し公立大学法人設立の認可申請を行い、2017年4月1日をもって公立に移行することになった。
- 2016年9月30日－ 上田市より長野県知事に公立大学法人長野大学設立認可を申請する。学校法人長野学園より文部科学大臣に学校法人長野学園の解散及び長野大学の設置者変更認可を申請する。
- 2016年12月1日－ 上田市は長野大学公立化に関する検討委員会委員長を務める白井汪芳・佐久大学信州短期大学部学長（信州大学名誉教授）を公立大学法人長野大学の理事長に任命する方針を固めた。
- 2016年12月20日－ 上田市に対し長野県知事より公立大学法人長野大学設立が認可される[6][広報 3]。学校法人長野学園に対し文部科学大臣より学校法人長野学園の解散[広報 4]及び長野大学の設置者変更[広報 5]がそれぞれ認可される。

### 公立移行後
2017年4月1日、公立大学法人長野大学設立記念式典・長野大学開学式を挙行し、公立大学に移行した。これまで本学は志願者・合格者・在学生についていずれも8割前後を長野県内出身者が占めてきたが、2017年度からの公立化決定を受け人気が高まり、県外からの志願者が急増した。大学入試センター試験による選抜方式は以前から存在していたものの、2017年度一般選抜試験については他の国公立大学と横並びの選抜方法は採用せず、これまで通り私立大学の中でもより教科数を縮減した独自の入学試験方式を存続させた。また全くの新設校や短期大学の改組ではなく、四年制大学として既に建学後50年を経ており、大学の指導方針や教育内容も既に明らかであったことから、全国受験生とその保護者らからの注目を集めた。入試倍率は2016年度の1.4倍から4.8倍に跳ね上がり、公立化によって大学の人気が向上するということを如実に示した。2015年3月の北陸新幹線の延伸開業により、自宅からの通学も可能になっている地域が北陸方面の新幹線沿線に拡大しており、長野県同様に「大学収容力」が低水準の新潟県・富山県、また群馬県からの志願者が増加したという。このため入試難易度が上昇、県内の受験生が多くはじき出される結果となり、合格者のうち県内出身者は36％と激減。2017年度新入学生の県内出身者も2016年度の75％から52％へと大幅に減少した。数年前まで志願者の大半が合格（全入）しており、定員割れ状態が続いていた本学の入試状況が一変したことは県内高等学校の進路指導担当教員らを困惑させ、「前年並みの難易度ならば合格したはずの生徒が不合格になった」「長野大学を諦め、難易度の低い県外の大学に進学した生徒が出た」と、本学の公立化により県内高校出身者が更に県外に流出してしまう状況が発生したとの声も出ている。公立移行初年度の入試は県内高校出身者の県内大学進学率を上げるという公立化の目的に全く反する結果となったため、2018年度より募集人員を増員し、各学部とも一定程度を「地元枠」に充てた。AO入試については「スポーツ特別枠」および「福祉学科等在籍特別枠（社会福祉学部のみ）」、推薦入試については「長野県内高校在籍者優先枠」および「上田地域定住自立圏域優先枠（高校在籍者および居住者）」を設け、長野県内、特に上田市及びその近隣自治体在住・在校の生徒を優先して受け入れる選抜方法を導入した。なお2018年度より一般選抜試験については大学入試センター試験の多教科の受験を要する等、他の国公立大学と類似した選抜方法に変更されたが、傾斜配点や同一教科の2科目でも有効とする取扱いを導入するなどして5教科の受験は課さず、入試全体として私立大学型の選抜方法を維持している。公立化前のAO入試競争率は2倍に満たず、推薦入試はほぼ全員合格であったが、2017年度以降一転してAO入試・推薦入試とも難化。2018年度入試においては特別枠や地元枠を設けたものの競争率は更に上がり、AO入試は3～4倍、推薦入試は2倍以上で推移している。2018年は首都圏からの入学者が17％に達したという。2019年度以降、公立化決定から公立移行直後まで過熱していた人気は沈静化しつつあり、公立移行時には3割を下回るまでに激減した上田地域定住自立圏域及び長野県内からの入学者の割合も徐々に回復している。

### 地域と大学を考える会の立ち上げ
公立化以降、長野大学の運営については、多くの問題が発生していることから、地域の財産である大学について「公の場で議論を」と上田市民や長野大学の退職教員らが中心となって「地域と大学を考える会」が立ち上がった。
これまで長野大学問題をテーマに大規模なシンポジウムが開催されている。
このシンポジウムでは、201名の市民から決議書が、長野大学理事長や上田市長に提出され、市民が長野大学問題についての話し合いを求めた。
しかし、長野大学は、地域と大学を考える会からの申し出を受けず沈黙を保っている。さらに、他の複数の市民団体からも要望が出されているが、長野大学は回答は行わず沈黙を保っている。

## 学部・学科再編および大学院設置構想

### 公立化後の計画
公立化後の2018年度に取りまとめられた大学改革に向けた中期計画において学部・学科再編と理工系学部および大学院設置構想が盛り込まれたが、2019年2月25日、白井汪芳理事長は上田市議会全員協議会において大学院2研究科5専攻、大学4学部7学科を設置・再編する案を説明した。内容は以下の通り。
- 2021年を目途に社会福祉学部に大学院（社会福祉学専攻（博士前期課程5人、博士後期課程3人）、発達支援学専攻（博士前期課程5人）、福祉心理学専攻（博士前期課程5人）を設置。
- 社会福祉学部を総合福祉学部（仮称）に改称、学科を社会福祉学科、発達支援学科、福祉心理学科に改組。
- 環境ツーリズム学部を地域資源創造学部（仮称）に改称、学科を社会資源創造学科、環境資源創造系学科に改組。
- 企業情報学部も学部名を改称し、経営系学科と情報工学・デザイン工学系学科に改組。
- 情報工学・デザイン工学系学科と環境資源創造系学科を合わせて理工系学部に再編し、同学部にも大学院を設置。
- 上田市が取得方針を示している国立研究開発法人水産研究・教育機構増養殖研究所上田庁舎（旧中央水産研究所内水面研究部上田庁舎。上田市小牧字大田切1088番1、敷地2万4000㎡、研究所誘致の際に土地を上田市が国に寄付した。2019年3月閉庁）を小牧キャンパス兼千曲川流域環境・水産研究所（淡水生物学研究所）として大学に組み入れ、環境資源創造系学科の研究基盤とし、文部科学省の共同利用・共同研究拠点に申請。他大学、水産庁、水産研究・教育機構、長野県水産試験場、漁業協同組合、企業などとの連携を図る。
- 学部学科改組および大学院設置に際して、現時点では淡水生物学研究所は組み込まれず単独の研究所として存在することとなった。ただし、同研究所上田庁舎の施設の維持に年600万円と新たな職員配置が必要になる。
- 同研究所の取得費用は、数億円規模であったが、これだけの予算をかけて新学部構想に組み込まれない点に学内からは疑問が出されている。
- 上記について大学側は実現のため市議会に協力を求めた。今後更に大学側の考えを聴取しながら、市議会において検討、審議される。

### 淡水生物学研究所と大学院の設置
2019年4月、上田市小牧に「千曲川流域環境・水産研究所（仮称）」開設準備室を設置した（同年、「淡水生物学研究所」（仮称）に改称）。同年10月3日にはメルシャン株式会社と包括連携協定を締結。長野県内には理工系学部が少ないことから、公立化に際して本学への理工系学部設置要望があったといい、同年9月21日に上田市丸子地域内に開設された同社の「シャトー・メルシャン 椀子（まりこ）ワイナリー」にて共同研究開発を行い、構想中の理工系学部の教育・人材育成における連携を目指すという。

2020年、文部科学省に大学院総合福祉学研究科社会福祉学専攻（博士前期課程5人、博士後期課程3人）、発達支援学専攻（修士課程5人）の設置認可申請を行い、同年4月8日、文部科学大臣から大学設置・学校法人審議会へ諮問された。同年10月22日、大学設置・学校法人審議会より文部科学大臣に対し設置を「可」とする答申があり、同月23日、文部科学大臣より設置認可。2021年4月1日、大学院総合福祉学研究科社会福祉学専攻（博士前期課程5人、博士後期課程3人）、発達支援学専攻（修士課程5人）を開設。また同日、淡水生物学研究所を開設した。

### 「共創情報科学部」の設置と既存学部の再編
2026年4月に新たに情報科学を扱う長野大学初の理系学部「共創情報科学部」を開設する。また、企業情報学部と環境ツーリズム学部を統合して既存の地域や企業の課題解決に向けた商品開発やまちづくりについて学ぶ「社会経営学部」に再編する。
共創情報科学部には1学科で「知能」「デザイン」「環境」の3コース、社会経営学部には経営学、社会学分野の2コースが設けられる予定となっている。
2025年6月27日には文部科学省は共創情報科学部および地域経営学部の設置に向けた届け出を受理したと発表した。
一方で、市民の中には学部新設を疑問視する声や詳細な説明を求める意見もあり、それらの意見や要望をまとめた「要望書」が上田市長、長野大学理事長、上田市議会に提出されている。また、公立化以降発生している不正の問題が未だ解決してない中での、総事業費60億円の大型事業の実施に対して懸念する意見もある。

## 任期制

### 全教員への任期制の導入
2004年に全教員を対象に任期制を導入した。
長野大学では、採用後、５年間の任期の中でテニュア審査を受けて、その審査を通過すればテニュア（終身雇用資格)が取得でき、審査を通過しなければ雇止になる（再任用しない）。

### 雇止めによる労働審判や民事訴訟
公立化以降、長野大学では、この任期制による雇止めにより訴訟問題に発展している。
公立化した後の2024年4月17日時点で、この教員の任期制採用に関連して一方的に雇い止めをされたとされる教員から「恣意的な雇止めは違法」として雇止めを争う労働審判や民事訴訟に発展する等、長野大学を相手取った複数の訴訟問題が起きている。
この訴訟では、任期制で雇用されている教員がテニュア審査を合格したにも関わらず大学上層部の意向で雇止めがなされたことが問題となっている。

## 「後出しルール」で決まった学長
2022年10月に実施された長野大学の学長選について、講談社『週刊現代』2025年3月8日号は、候補者が出そろったあとに「選考規程が変更された」ほか、市関係者や理事会が推した者が選出されたと報じた。また同誌によれば、意向投票の直前には大学上層部の不正を指摘していた複数の教授が懲戒処分を受けていたという。

## 公立化後に発生している問題
2017年に公立化した後、大学の幹部の多くは上田市から指名された者(上田市役所の在籍出向職員や市役所を定年退職した職員も含む)となったが、法令違反により行政指導を受けたり、会計上の不正が行われたり、公立大学法人長野大学を相手取った複数の訴訟が起こされるなど、大学運営に疑問が生じるようになった。
しかし、大学上層部では前述のように不正が行われたり、法令違反で行政指導を受けたりしているが、大学上層部においては１件を除いて懲戒処分などの責任を取らされたものはいない。
それに対して、前述の長野大学の上層部の不正を告発した教職員が、大学上層部から報復として、逆に懲戒処分を受けたという訴えが出され全国ニュースとなった。ここでは、懲戒権の濫用として、長野大学は訴訟を起こされている(詳細リンク)。
一般の教職員への懲戒処分の状況を見てみると、2022年には全教員の１割以上の人数の教員が懲戒処分を受け、2024年に至っても一般の教職員の懲戒処分が続いている。
そのため、教職員からは「学内では(恣意的と思える)懲戒処分が連続していて無言の圧力になっていた。」や「上には逆らえない。」との大学上層部の大学運営に対して不安の声が出されている。
また、公立化後も財政難で教育予算が削減され続けているが、理事（役員）の報酬は増額されているという点に疑問が出されている。たとえば、2022年9月には、規程が変更され理事の手当が月額3万円増額されている。
週刊現代 2025年2月28日号では、公立化によってガバナンスが崩壊した大学の事例として紹介されている。
この長野大学の問題に関して、2023年6月11日に201名の市民から長野大学理事長と上田市長に決議書が提出された。

### 会計上の不正
2019年頃から2020年にかけて、長野大学の幹部等の複数の者が関わっている教育予算の目的外使用、架空発注、公的な助成金の所在が不明となっており、不適切な管理や不正使用の疑義が生じている問題、その他の学内予算の私的流用等が疑われる状況が立て続けに発覚した。このことにより、当時の副学長や幹部職員が退職することになった。
なお、長野大学は複数の明らかな会計上の不正が発生しているにも関わらず、学外には公表していない。

### 懲戒処分の不当性に関する訴訟問題

#### 経緯
2022年10月26日に、企業情報学部の教授が、別の教授の研究活動の不正行為に関する調査のために危機管理委員会の開催を学長に強く働きかけたことなどを理由とし、減給10％（3か月）の懲戒処分を受けた。
2022年12月9日に当該教授は、この減額の程度が労働基準法の減給規定に違反し、また処分の理由が合理性や社会的相当性を欠き不当であるとして減額分および慰謝料の支払いを求め提訴した。
2022年12月9日のNHKのTV報道において、同日の記者会見の中で、原告は「不正行為を調査するように学長に求めることは正当な行為である。」と反論し、また規程に基づいての調査を行ったので、懲戒処分される理由がわからないと述べている。
また、減給10％（3か月）の懲戒処分だけでなく、長野大学は懲戒処分を理由に原告らに追加の減給を課し、40万円を超える制裁が課されていたことが判明した。
それらの処分が、法律(労働基準法)に違反していることが判明し、懲戒処分の訂正や撤回が行われ、教員４人に対して計94万7千円余の減給が撤回された。
2024年12月22日時点の継続中の裁判では、処分撤回によって428,502円から25,800円まで減額された減給処分と「違法な懲戒処分」に対する損害賠償が争われている。

#### 問題点
- この懲戒処分では、長野大学では２名の現役弁護士が関わっているが、当初、違法な懲戒処分を出しておいて、裁判を起こされたら後から懲戒処分を変更する（制裁金額を下げる）という行為には倫理的な課題が残る[38][要検証 – ノート]。

- この問題では労基法91条の制限を超えた違法な懲戒処分が行われているが、同時期(一ヶ月後）に行われた別の懲戒処分（不正追求とは別の問題）では、労基法を守った減給処分が行われており、不正を追求した教員らに対してのみ、意図的に違法に過重な懲戒処分を課した疑いが出されている[39]。

- 懲戒審査の人権上の問題

この懲戒処分の審議の過程において、人権上の問題が発生している疑いが出されている。
労働契約法に基づいて懲戒処分の相当性を裏付けるため、懲戒処分を行うときには弁明の機会が与えられなければならないが、長野大学ではこの弁明の機会の持ち方に問題が生じている。
2022年4月23日の口頭による弁明の聞き取りが行われる場において、懲戒審査を受けている教員が所持品検査を強要された。当該の教員が、それを断ったところ弁明の機会が一方的に中断された問題が報告されている。
所持品検査は本人の承諾があれば行うことは可能であるが、それを断ったからといって弁明の機会を無くすといった本人の処遇などに影響する不利益対応はできない。

#### 市民による裁判支援の会と署名
この懲戒処分に関連して、上田市内の市民団体より長野大学理事長宛に公開質問状が出されているほか、長野大学問題の裁判支援の会が立ち上げられた。
また、この裁判において、懲戒処分の撤回を求める署名活動が行われ、1,300筆を超える署名を集めた。

### 労働基準法違反により労働基準監督署から複数の是正勧告を受けた問題
教職員に違法な時間外労働をさせていたなど、労働基準法違反により、複数回にわたって上田労働基準監督署から是正勧告を受けている。

### 情報システムの不具合
ポータルサイトや基幹情報システムにおいて、成績処理(単位計算や履修管理等）が正常にできない等の問題が生じた。
ポータルサイトにおいて、不足単位数が多く算出されたGPAが誤表示されるという問題が発生した。
また、この不具合によって本来開講する予定だった授業のうち2022年度は開講できなくなった科目が発生するなどの影響も広がった。
これらの不具合に対し、学生自治会からもポータル・情報システムの問題が提起され、キャンパスミーティングでの議論や学生からの要望や苦情をまとめた学長宛の要望書の提出が行われた。

### 第三者委員会の審議結果が公開されない問題
長野大学で発生している不正について第三者委員会が設置され、2021年3月4日に報告書が出された(
“長野大学理事長からの回答書”. 2024年7月14日閲覧。)
しかし、第三者委員会の審議結果は非公開とされた。この第三者委員会の報告書の開示を求めて、市民から設置者である上田市に対して、情報公開制度に基づく開示請求が出されたが、長野大学は同委員会の報告書を開示しなかった(“公文書不開示通知書（長野大学）”. 2024年7月14日閲覧。)

### 内部通報者が保護されない問題
公立化後、長野大学では、不正(やその疑い）を発見して内部通報をしたときに、内部通報者が保護されていない問題が学内では指摘されている。
長野大学内で発生した不正の内部通報がなされたときに、通報情報(誰がどのような通報をしたのか)が、通報された者（不正の疑いのある者）に、直ちに大学上層部から知らされた。

このことで、通報された者（不正の疑いがある者）が、内部通報者に圧力をかけたり、証拠の隠蔽工作をしたりした問題が複数件生じたことが報告されている。
たとえば、以下の事例がある。

前述の訴訟を起こされた問題について以下の指摘がなされた。
2019年10月9日に、大学幹部が不正な会計処理をしている疑いが、職員より通報された。そして、その翌日の10月10日に不正を通報された大学幹部が、通報した職員に直接会って圧力をかけるような行動をとり、さらに証拠の隠蔽工作のため（不正で生じた損失を補填するために）2019年11月7日に、隠蔽のために追加で不正な会計処理を行ったとされている。
この問題については、複数の証拠が残されており、現在係争中の裁判にも証拠資料として提出されている。
大学上層部の不正を指摘・告発した大勢の教職員が、報復として不当に懲戒処分を受けていると報道されているが、この問題の中で内部通報者が保護されていないことから、長野大学では公益通報者保護法が遵守されているのか市民の中から疑問が出されている。

### 競争入札が行われていないとの疑い
上田市からの出向職員の主導により、2022年4月に学内のポータル・情報システムの入れ替えが行われた。このシステムの導入および運用に関して、総額が億単位の金額の規模の支出であるにも関わらず、競争入札を行わずにある業者１社のみが指名されて契約をしたことに対し、適切な競争入札が行われていない疑いが指摘されている。

### 長野大学で発生した不正と上田市役所との関係
- 上田市役所の職員が不正調査を止めさせようと圧力をかけた疑い

長野大学では大学幹部による会計上の不正が発覚し、不正を追及された大学幹部が退職した。
この長野大学で発生した不正に関して、上田市役所の職員が不正調査を止めさせようと圧力をかけた疑いが出ている。2020年10月9日、上田市役所の部長が長野大学を訪問し、不正調査をした教員を名指しで呼び出し、不正を告発・追及した教員らを責めている発言の録音が確認されている。
この上田市役所の部長の発言の録音は2024年10月時点で係争中の裁判の中で、長野大学が不正告発されたことへの報復として懲戒権を濫用した証拠として提出されている
。
- 懲戒処分への発展

この2020年10月9日に上田市の部長に呼び出された教員は、副学長の研究活動の不正を調査するように学長に強く働きかけたとして、前述のように 全員が懲戒処分を受けている。
- 市民から上田市長への要望

このように上田市による公立化以降に発生している長野大学問題は、 大勢の教員が懲戒処分を受けるというような深刻な状況に発展しているが、上田市は沈黙を保っている。
2024年5月30日に、市民から土屋市長宛に、長野大学問題の疑問点の解消や問題解決に向けて対話したいという（市民からの要望書）が出された。
しかしながら、2024年9月10日の時点では、上田市長からは、市民への返事はない。

### 上田市議会と長野大学問題の関係
公立化以降に発生している長野大学問題は深刻な状況であるが、上田市議会や上田市の市議会議員の動きが見られないことに市民から疑問の声があがっている。
そのため、2024年5月30日に、市民から上田市議会議長、および上田市議会議員全員（個々の議員）宛に、長野大学問題の疑問点の解消や問題解決に向けて対話したいという（市民からの要望書）が出された。
しかしながら、2024年9月10日の時点では、上田市議会および議員個人から、市民への返事はない。

## 基礎データ

### 所在地
- 長野大学キャンパス（長野県上田市下之郷658-1）
- まちなかキャンパスうえだ（長野県上田市中央2-5-10　丸陽ビル1階）
- 淡水生物学研究所（長野県上田市小牧1088）

### 象徴
- 校章は、長野県の花である「りんどう」と「大学」の文中に「長」を挿入した文字の組み合わせでデザインされている。開学10周年事業の一環として広く学生、教職員から公募し制定された。（長野大学三十年誌による）
- 校歌は、飯島宗一作詞・小山章三作曲の「長野大学歌」である。開学20周年記念事業の一環として1986年11月1日に制定された。
- シンボルマークは、「長」の文字を信州の大自然から伸び伸びと飛び立つ鳥のイメージでデザインされている。上部の青は青空を、中心の緑は豊かな自然を、そして真田の赤備えを意識した下部の赤は情熱をそれぞれ意味している。2018年4月2日に披露された。

## 教育および研究

### 組織

#### 学部
公立大学改組後、学科・コースの統廃合が行われている。
- 社会福祉学部
  - 社会福祉コース
  - 福祉心理コース
  - 発達支援コース
- 環境ツーリズム学部
  - 環境コース
  - 観光コース
  - 地域ビジネスコース
- 企業情報学部
  - 経営コース
  - 情報コース
  - デザインコース

- 産業社会学部（2007年度募集停止）
  - 産業社会学科
  - 産業情報学科

#### 大学院
開学以来大学院・専攻科・別科は設置されていなかったが、2021年4月、大学院総合福祉学研究科を開設した。
- 大学院総合福祉学研究科
  - 社会福祉学専攻（博士前期課程、博士後期課程）
  - 発達支援学専攻（修士課程）

### 教育

#### 企業情報学部
「経営」「情報」「デザイン」の3つの分野を柱に実社会のビジネスシーンで活躍できる（就職に強い）学生を育てることに力を入れている。
シラバスによると経営や情報の科目に加えて、「デジタル映像表現」「コンピュータグラフィックス」「マルチメディア論」、といった映像表現力とともに「コマーシャルデザイン」、「メディアプランニング論」等の企画力を育成する科目があることが特徴である。こういったことからイベント企画やCM制作・マスメディアといった広報戦略・活動ついても学べる長野県内では珍しい学部である。
経営分野では、自分たちで商品やサービスを企画・デザインし、「どうすればお客様に喜んでもらえるのか」というお客様の視点から経営を学ぶことが特徴である。単に企業運営だけでなく広報戦略の立場からの学びがあることが特徴である。そして、学生自身が考えた経営戦略を実際の企業に提案して実用化を目指す実践的な経営を学ぶことも特徴である。
情報分野では、特に新しいサービスや製品の開発に必要な技術（コンピュータグラフィックス、画像処理、ゲームデザイン）といったデザイン工学を基礎とするソフトウェア開発に力を入れていることが特徴の一つとなっており、学生は様々な公的機関や団体から表彰を受けている。また、Linux等のオープンソース、ネットワークサーバ、スマートフォン等のソフトウェア開発にも強い。こういったことから自分たちで開発したソフトウェアを使ってベンチャー企業を起こそうとしている学生がいることも特徴である。また、学生はゼミなどの授業で本格的なゲーム開発を行っている。
デザイン分野では、ビジネス分野を想定した広報力「企画力・自己表現力」を学ぶことが特徴である。このため一般的なデザイン（イラストや子どもたちの遊具・アクセサリ制作など）に加え、経営分野の学びと融合させて学生の段階から本格的な広報デザイン（DTPによるパンフレット・雑誌・ポスター等の制作）を学んでいることが特徴である。デザイン系の学生も様々な機関や団体から表彰を受けている。

#### 環境ツーリズム学部
環境とツーリズム（観光)をテーマとした学部であり、「自然と文化を守り、観光を振興し、地域社会の安定した発展を実現できる人」を育成することをねらいとしている。シラバスを見ると、「観光事業論」、「観光計画論」などの観光に関わる科目や、「地域環境学」、「自然再生論」などの自然環境に関わる科目だけでなく、「地域の産業と政策」、「地産地消論」などの地域のまちづくりに関わる科目も多く、学際的な学びを目指した学部であることが分かる。
また、2008年度に文部科学省「質の高い大学教育プログラム（教育GP）」に選定された「森の生態系サービスの活用を学ぶ環境教育」という全学的な環境教育プログラムは、この学部が中心となって展開されている。

### 学生主体の学術研究

#### 企業情報学部
企業情報学部では、学生が主体的に学術研究を行っていることが特徴的である。特に学生のコンピュータグラフィックスや画像処理に関するソフトウェア開発技術は学外からも評価が高く、様々な機関や学術組織から表彰されている。
独立行政法人日本学生支援機構（文部科学省所管）が行っている優秀学生顕彰事業（学術分野）において、企業情報学部では2008年度から2015年度まで8年連続で複数の学生が「大賞」、「優秀賞」、「奨励賞」を受賞している。

### その他の研究施設
- 淡水生物学研究所（上田市小牧、2021年4月開設）

## キャンパス
キャンパス全体が斜面にあるため、施設が階段状になっている。
- 1号館 管理棟・大学事務局（教務関連）・大学食堂・生協購買書籍店
- 2号館 教室棟・社会福祉演習実習室・キャリアサポート
- 3号館 研究室棟
- 4号館 教室棟・計算機実習室・LL教室・ICT演習室
- 5号館 大学会館・生協本部・ラウンジ「生協喫茶りんご」・保健室
- 6号館 大学事務局（総務関連）・法人本部・研究室
- 7号館 大学院棟・サークル棟
- 8号館 体育館・トレーニングルーム
- 9号館 附属図書館・多目的ホール「リブロホール」
- サークルボックス
- 総合グラウンド・ハンドボールコート・テニスコート
- 学生駐輪場・学生駐車場
- 学生寮「西北寮」（1号棟・2号棟・管理棟。廃止、2016年解体）

## 大学関係者と組織

### 理事長
公立大学法人化以降の理事長
- 初代：白井汪芳（信州大学名誉教授）
- 2代：平井利博 (信州大学名誉教授)

### 学長
- 初代：尾形亀吉
- （学長代行）小出武
- 2代：土屋敦博
- 3代：神津善三郎
- 4代：丸井文男
- 5代：北澤博
- 6代：井出嘉憲
- 7代：嶋田力夫（前理事長）
- 8代：野原光
- 9代：中村英三（副理事長）
- 10代（現学長）：小林淳一

### 教員・元教員
- Category:長野大学の教員を参照。

### 同窓会
- 長野大学同窓会
  - 山辺正重　同窓会長（三協産業代表取締役）

## 附属機関等
- 長野大学附属図書館
- 長野大学附属地域共生福祉研究所
- 情報システムセンター
- 国際交流センター
- 地域づくり総合センター

## 学生生活

### 部活動・サークル
スポーツ系・文化系・ボランティア系など様々なサークルが活動している。また、強化指定部として女子バレーボール部、女子バスケットボール部がある。

### 大学祭
毎年10月ごろに「りんどう祭」が開催されている。かつては「長野大学祭」という名称であり、公立化の際に改名された。

### 厚生
長野大学生活協同組合があり、購買書籍店・ラウンジ「喫茶りんご」の営業、その他サービス・共済事業を行っている。

## 対外関係

### 他大学との協定

#### 単位互換制度
2005年度導入の単位互換制度により単位互換の対応を行う大学
- 信州大学
- 公立諏訪東京理科大学
- 清泉大学
- 長野県看護大学
- 松本大学
- 松本歯科大学

#### 国際・学術交流等協定校
- 北京聯合大学（中国・北京市）
- 復旦大学（中国・上海市）
- 大連外国語大学（中国・遼寧省・大連市）
- 中国海洋大学（中国・山東省・青島市）
- 河北大学（中国・河北省・保定市）

## 周辺
- 上田短期大学
- 長野県工科短期大学校
- 上田市自然運動公園
- 県営上田リサーチパーク

## アクセス
- 上田電鉄別所線大学前駅より徒歩約10分

#### 広報資料・プレスリリースなど一次資料
1. ↑  「長野大学の公立大学法人化に関する要望書（写）学校法人長野学園 2014年3月6日（PDFファイル）
2. ↑  学校法人長野学園　長野大学の「公立大学法人化」について学校法人長野学園（PDFファイル）
3. ↑  公立大学法人長野大学の認可平成28年12月20日 長野県指令28私高第220号（pdfファイル）
4. ↑  学校法人長野学園の解散認可平成28年12月20日 28受文科高第1239号（pdfファイル）
5. ↑  長野大学の設置者変更認可平成28年12月20日 28受文科高第1576号（pdfファイル）
6. ↑  公立大学法人長野大学 平成30年度 業務実績報告書9頁以降　2019年7月4日　 令和元年度第1回評価委員会　公立大学法人長野大学
7. ↑  令和３年度開設予定大学院等認可申請一覧（令和2年4月）2020年4月　文部科学省高等教育局高等教育企画課大学設置室
8. ↑  令和2年3月末申請の大学の学部等の設置等認可の諮問について2020年4月　文部科学省高等教育局高等教育企画課大学設置室
9. ↑  長野大学大学院「総合福祉学研究科」の設置について2020年10月22日　長野大学
10. ↑  令和3年度開設予定大学院等一覧1頁　2020年10月22日　文部科学省高等教育局高等教育企画課大学設置室
11. ↑  長野大学大学院「総合福祉学研究科」の設置認可について2020年10月23日　長野大学
12. ↑  長野大学大学院（総合福祉学研究科）の設置認可について2020年10月23日　上田市学園都市推進室
13. ↑  受賞